# Vysoká nad Kysucou
Pour les articles homonymes, voir Vysoká.
Vysoká nad Kysucou est une commune du district de Čadca, dans la région de Žilina, en Slovaquie.

## Histoire
La première mention écrite du village date de 1619.

## Démographie

### Évolution de la population
| Année:               | 1994. | 2004.   | 2014.   | 2024.    |
| -------------------- | ----- | ------- | ------- | -------- |
| Nombre de personnes: | 3152  | 2984    | 2709    | 2437     |
| Différence:          |       | -5,32 % | -9,21 % | -10,04 % |

| Année:               | 2023. | 2024.   |
| -------------------- | ----- | ------- |
| Nombre de personnes: | 2487  | 2437    |
| Différence:          |       | -2,01 % |